# タイ国鉄HI型ディーゼル機関車
タイ国鉄HI型ディーゼル機関車（タイこくてつHIがたディーゼルきかんしゃ）は、1958年から1962年にかけて製造されたタイ国有鉄道の電気式ディーゼル機関車である。その車番から611形及び661形と呼ばれる場合もある。

## 導入の経緯
タイ国鉄は第二次世界大戦前からスイスのSLM製SLM型、同SULZER製SUL型などのディーゼル機関車を導入しており、世界的に見てもディーゼル化の先進鉄道であった。そのためタイ国鉄では50年代に入ると早くも蒸気機関車の導入を停止、ディーゼル機関車の本格導入を進め、1958年時点で78両のディーゼル機関車を保有していた。本形式は蒸気機関車の置き換え及びディーゼル機関車の増強用として、1次車の5両が1958年に、2次車の25両が1961年から1962年にかけて導入された。なお本形式は、日本初の海外向け電気式ディーゼル機関車である。

## 車両

### 構造
本形式は、製造元である日立製作所が先立って1956年に製造した日本国鉄DF90形を基本としている。エンジンは西ドイツ・MAN製のものを搭載し、動力伝達方式は電気式である。また、重連統括制御が可能となっている。
台車は全軸駆動の3軸ボギー台車で、軸重制限が厳しいため鋼板全溶接台枠の採用などにより重量軽減を図っている。

### 車体
車体もDF90形に近い非貫通の箱型だが、日本に比べ車両限界が狭小であるタイ国鉄に合わせて全高を低く抑えている。また、鋼板プレス材を使用することで、車体についても軽量化に努めている。
登場時の前照灯は白熱灯1灯だったが、後年シールドビーム2灯に改造されている。

### 塗装
導入当初は、上半分が白に近いクリーム色、下半分が青色の金太郎塗りで、境に銀色の飾り帯が入るものであった。その後80年代までに、前面が飾り帯を残して黄色1色に変更されている。また、前面の飾り帯より下部分のみが黄色になった車両も存在する。

## 運用
製造元の日立製作所は、長距離列車が多い南本線や東北本線の急勾配区間を通る列車を含む客貨両用の広範な運用を想定して製造している。蒸気機関車の置き換えとして30両というまとまった数が導入されたこともあり、幅広い運用がされていたと考えられる。
1990年代中頃時点で数両が入換機として、2000年時点で2両が工場入換機として残存していたが、現在では全車廃車されている。
なお、南本線のトゥンソン駅に放置されていた629号機が登場時塗装に修復され、2021年から同駅機関区に展示されているほか、666号機が人工漁礁として二軸貨車とともにアンダマン海に沈められている。